# 斯里巴尔迪乌帕齐拉
斯里巴尔迪乌帕齐拉是孟加拉国的一个乌帕齐拉，位於迈门辛专区的谢尔布尔县。

## 人口
據1991年孟加拉國人口普查，斯里巴尔迪共有戶數47900、人口228194人，其中男性50.88%，女性49.12%；成年人口109693。該地7歲以上人口之平均識字率為18.5%。